# Andreas Thann
Andreas Thann, magyarosan: Thann András (Szepesszombat, Szepes vármegye, 163? – Lőcse?, 1684 után ?) katolikussá lett evangélikus lelkész, természettudományi író.

## Élete
Szepesszombaton, Lőcsén és Besztercebányán tanult. Ezután külföldre ment 1657-ben Lipcsében tanult, majd 1657. július 27-én beiratkozott a wittenbergi egyetemre. Innen 1661 őszén tért haza és előbb iskolarektor volt szülővárosában, 1666. február 29-én pappá szentelték. Ugyanezen év lelkész volt Szepessümegen. 1672-ben távoznia kellett állásáról az üldözések miatt, ezért innen Németországba ment, majd a gyásztized leteltével hazatért. Állást azonban nem kapott, ezért Lőcsén telepedett le, itt 1688. június 8-án a római katolikus egyházba tért át, melyet egy 1693-ban kiadott prédikációban indokolt meg. Ezután licentiatusként tevékenykedett.

## Művei
- De praemunitionibus fortalitiosum... Wittebergae, 1659
- De Altera hominis primaria facultate... Uo. 1659
- De Eclipsi Luminarium Magnorum in genere... Uo. 1660
- Des heiligen Jerusalem I. Theil... Weissenfels, 1681
- Ugyanaz: II. Theil. Leipzig, 1681
- Trauergedicht zu ehren des weyland H. David Spielenbergers... Leutschau, 1684
- Unicum Ovile Catholicum, oder der einige Catholische Schaafstall... Tyrnau, 1693